# Chicagoskolan (sociologi)
För andra betydelser, se Chicagoskolan.
Chicagoskolan är en tankeskola grundad av sociologer från University of Chicago, särskilt känd för utvecklingen av kriminologiska teorier med sociologisk inriktning.
Chicagoskolans sociologiska kriminologi kan delas in i fyra inriktningar: socialekologi, differentiella associationer, symbolisk interaktionism och kulturkonflikter. Chicagoskolan är även känd för sina stadsmodeller för samhällsplanering, utvecklade från 1920-talet och fram till 1945 (se cirkelmodellen, flerkärnmodellen och sektorsmodellen). Således kom skolan också att bli viktig för grundandet av urbansociologin som fält. Chicagoskolans kriminologiska teorier ämnar förklara orsaker till brottslighet och socialt avvikande beteende ur ett samhällsperspektiv snarare än utifrån individuella faktorer. Kända forskare inom Chicagoskolan är Ernest Burgess, Clifford Shaw, Henry McKay, Edwin Sutherland, Robert Park, Albert Cohen, Richard Cloward och Lloyd E. Ohlin, Howard S. Becker, Gresham Sykes, och David Matza.

## Historisk kontext
Chicago präglades av stor invandring i början av 1900-talet, av både europeiska migranter samt förflyttning bland afroamerikaner från sydstaterna upp mot nordstaterna. Industrins expansion lockade arbetskraft och med tiden hårdnade konkurrensen om jobben bland de etniska grupperna i staden. Tät bebyggelse och oreglerad arbetsmarknad gav en stark prägel på ekonomiska och sociala förhållanden. Då som nu är Chicago en starkt segregerad stad, med främst socioekonomiska och etniska förtecken. De etniskt och socioekonomiskt segregerade områdena i Chicago uppskattas till ca 70 olika områden.

## Grundläggande teorier
En viktig utgångspunkt för Chicagoskolan är Robert Parks teori om humanekologi där samhällets utveckling kan likställas med ett biologiskt system. En stads utformning och organisation följer specifika mönster. Faktorer som till exempel etnicitet och inkomst bidrar till formandet av relativt homogena och geografiskt uppdelade subpopulationer som konkurrerar med varandra. Parks teori vidareutvecklades av sociologen Ernest W. Burgess. Burgess concentric zone theory eller cirkelmodell menar att moderna städer utvecklas i koncentriska ringar där stadskärnan utgörs av företagsdistrikt medan den yttersta ringen består av rika förortsområden. För Chicagoskolan var den så kallade övergångszonen mellan stadskärnan och arbetarbostäderna intressant utifrån ett sociologiskt och kriminologiskt perspektiv. Övergångszonen kännetecknades av nedgångna bostäder, låg socioekonomisk status, hög grad av invandring samt generellt svaga sociala band mellan lokalbefolkningen. Clifford Shaw och Henry McKay bidrog till forskningen genom att applicera statistik gällande ungdomsbrottslighet på cirkelmodellen: resultaten visade att övergångszonen hade högre nivåer av brottslighet jämfört med övriga zoner oavsett fördelningen av etniska grupper inom området. Shaw och McKay drog slutsatsen att socialt oorganiserade områden som övergångszonen vidmakthåller brottsmönster som är kulturellt överförda mellan invånarna. Denna tanke tillsammans med Sutherlands teori om differentiell association kom att ha stort inflytande på kriminologisk teoribildning som exempelvis subkulturteorier.

## Subkulturteori i Chicagoskolan
Gängbrottsligheten bland unga män ligger till grund för Chicagoskolans subkulturteorier.
Albert Cohen presenterar i sin subkulturteori att gängbrottsligheten är ett sätt för unga män att bemöta olika svårigheter de ställs inför, exempelvis misslyckanden i skolan. Cohen menar att avvikande beteende är ett uttryck för frustration över klassamhället och svårigheterna att lyckas inom det. Gängen bildar en subkultur som vänder upp och ned på medelklassvärderingar och medlemmarna når status genom att motsätta sig samhällets normer.
Cohens teori utvecklades senare av Richard Cloward och Lloyd Ohlin i Delinquency and Opportunity (1960). De utgår från Mertons teori om anomi och belyser ekonomiskt misslyckande i en kultur som idealiserar ekonomisk framgång. De menar att det finns två parallella vägar till framgång där en är legitim och den andra är illegitim, den ena laglig och den andra olaglig. Avvikande subkulturer har egna möjlighetsstrukturer (opportunity structures) inom vilka personer som misslyckas att nå framgång på legitim väg kan söka sig uppåt. Cloward och Ohlin menar att dessa subkulturer kan sorteras in i tre kategorier. Främst finns den brottsliga (criminal) subkulturen där man kan nå ekonomisk framgång. För de som inte har tillgång till legitima möjligheter eller den brottsliga subkulturen finns den våldsamma (violent/conflict) där man kan nå ökad status men inga ekonomiska fördelar. Till sist finns den drogmissbrukande (retreatist/drug) subkulturen som saknar möjlighet att nå framgång genom någon av tidigare nämnda möjlighetsstrukturer.
Chicagoskolans subkulturteorier har kritiserats för att inte vara tillräckligt empiriskt underbyggda. Det pekas exempelvis på svårigheter att hitta ungdomar som till fullo avvisar medelklassvärderingar samt att hitta renodlade kriminella karriärer som inte har inslag av varken våld eller missbruk.

## Kritik av Chicagoskolan
En kritik som förts mot chicagoskolans teorier om brottslighet är att de definierar brottslighet på ett sätt som orättvist riktar fokus mot fattiga grupper. Brottslighet där förövarna är mer troliga att tillhöra de mer välbärgade, exempelvis företagsbrott eller ekonomisk brottslighet, förklaras inte.
Robert J. Bursik, kritiserar delar av Chicagoskolan, social disorganization theory, för att inte kunna ta hänsyn till individuella faktorer som kan påverka individens livschanser och mål. Han menar att en dysfunktionell social kontroll inte är tillräcklig för att förklara orsakerna till brottslighet och avvikande beteende eftersom det enbart är en begränsad del av de boende i socialt oorganiserade områden som begår brott.